# Crocidura macarthuri
Espèce
Statut de conservation UICN

 LC  : Préoccupation mineure
Crocidura leucodon est une espèce de petits mammifères classés dans les insectivores de la famille des Soricidés.